# UXA
UXA spol. s r.o. je česká společnost provozující továrnu na výrobu litinových výrobků v Brně, která byla založena v roce 1886. Areál se nachází v Komárově mezi ulicemi Plotní, Kovářská, Dornych a Široká. Vznik výrobních objektů nastal zejména v letech 1898 až 1908, kde dominanta v podobě dvojice komínů, které stojí dodnes, byla postavena firmou Josef Leinker v roce 1905. Od té doby se tyto objekty už jenom průběžně modernizovaly. Hlavní budova administrativy a správy slévárny se nachází v ulici Plotní.

## Historie

#### Založení
S postupným rozšiřováním průmyslu od druhé poloviny 19. století, jako bylo zakládání strojíren, textilních areálů a dalších, vzrostl také význam slévárenství. První brněnská slévárna s kuplovnou byla založena v roce 1861 Ignazem Storekem v dnešní Křenové ulici. V roce 1865 přibyla firma Wannieck a Phil. Jellinek v Trnité ulici, kde jako správce pracoval Adalbert Uxa, který si v roce 1885 založil vlastní slévárnu v dnešní Svatopetrské ulici.

#### Začátky
Při založení vlastní slévárny začínal Adalbert Uxa jenom s jednou kelímkovou pecí a nutným nářadím na provoz, ale díky jeho znalostem, zkušenostem a finanční pomoci od jeho bratrů (Franze, Josefa a Wenzla) se dokázala jeho firma nejen udržet na trhu, ale také prosperovat, díky čemu se podnik postupně začal zvětšovat. Nejdříve se vybudoval nový výrobní areál, který společně vedli všichni 4 bratři, protože všichni měli zkušenosti se spravováním sléváren. Výstavba nového areálu byla ukončena v roce 1885 a výroba začala již v roce 1886, kromě toho byla postavena taky slévárna na temperovanou litinu, čímž se stala první a po nějakou dobu jedinou slévárnou v Rakousko-Uhersku, ve které se využívaly kupolovací pece místo tavení v tyglících.

#### Do druhé světové války

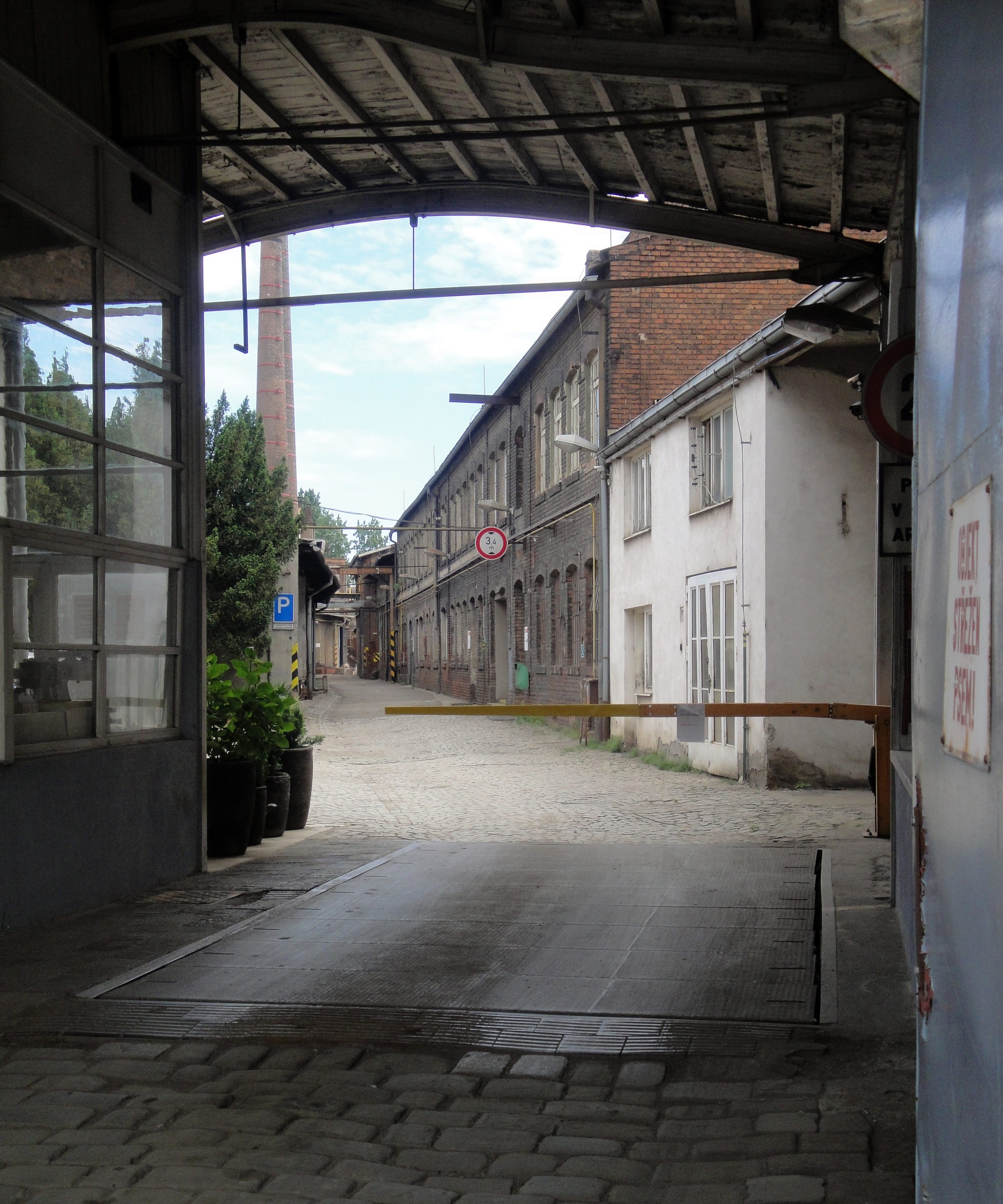
Vchod do areálu bývalé továrny Uxů

Po úmrtí zakladatelů podnik převzali jejich synové. Až do roku 1921 vedl firmu zejména Rudolf Uxa (syn Adalberta Uxy). V té době se již jednalo o přední slévárnu dodávající výrobky do celého Rakousko-Uherska a také do mnoha států Evropy. Před první světovou válkou zde pracovalo kolem 450 dělníků, ale po rozpadu monarchie a vzniku Československa roku 1918 nastal mírný úpadek kvůli ztrátě mnoha odbytišť na území Rakouska. Poměrně rychle se podniku podařilo navázat kontakty v novém Československu a stále si udržela své významné postavení doma i ve světě. Problémy v podnikatelské činnosti nastaly v roce 1929 s příchodem Velké hospodářské krize. Jako mnohé jiné firmy i slévárna bratří Uxových hromadně propouštěla své zaměstnance a ve firmě zůstalo pracovat pouze 120 lidí. Po překonání krize se již v 30. letech opět dostala k počtu 400 zaměstnanců s téměř plným využitím výrobní kapacity. Během meziválečného období se firma soustředila na výrobu speciálních litin na automobilové válce, odlitků pro továrny na hospodářské stroje a výrobu Ewartových řetězů pro textilní průmysl a mnohé další.

#### Po druhé světové válce
Na základě Benešových dekretů byl podnik po druhé světové válce a po osvobození v letech 1945–1946 řízen pod národní správou, poté byl zrušen a začleněn do národního podniku Spojené brněnské strojírny a slévárny Bohumíra Šmerala. Po změně politického a společenského systému s nástupem komunistů k moci v roce 1948 se chod podniku zásadně změnil. V roce 1949 byl znárodněn a následně sloučen s bývalým podnikem Louis Friedmann a spol. do národního podniku Injekta v Brně vzniklého k 1. lednu 1951, později známého jako Juranovy závody.

#### Dnes
Areál veškerých budov slévárny Uxa byl už od svého začátku vymezen ulicemi Plotní, Kovářskou, Dornychem a Širokou, a není tomu jinak ani dnes. Administrativní i správní budova je v ulici Plotní. Všechny výrobní objekty, jako jsou kovomodelárny, kovárny, temperovny, tavírny, dřevomodelárny, nebo slévárny, se nacházejí uvnitř areálu. Vznik všech těchto prostředků výroby proběhl mezi lety 1898 a 1906. V průběhu 20. století]docházelo také k jejich modernizaci, přičemž areál této slévárny má od roku je od roku 1958 památkově chráněn. Po pádu komunismu v Československu roku 1989 byl v roce 1991 podnik zprivatizován, čímž vznikla nynější společnost UXA.

## Výroba
V současnosti[kdy?] je společnost UXA zaměřená na odlévaní malých a středních sérií produktů a součástek pro různá průmyslová odvětví jako např. zbrojní průmysl a strojírenský průmysl, přičemž vyrábí:
- armatury
- dopravníky a manipulační techniku
- čerpadla
- statory motorů a spojky
- obráběcí stroje
- součástky pro elektrizaci železnic
- součástky pro pily na kov
- Ewartovy a čepové řetězy
- součásti kotlů
- brzdy
- a jiné

## Památková ochrana areálu
Od roku 1958 je tento areál památkově chráněn. Památkovou hodnotu má konkrétně dvojice správních budov areálu, slévárenské haly, sklady, vrátnice, modelárny, kupolní pece, stolárny. Dále také všechny výrobní a provozní objekty, nebo i komunikační plochy s pozemky jednotlivých parcel, které se nacházejí mezi ulicemi Plotní, Široká, Kovářská a Dornych.